# Mouth & MacNeal (album)
Mouth & MacNeal  è l'album di debutto del duo pop rock olandese Mouth & MacNeal (duo formato da Willem Duyn, in arte Big Mouth, e da Sjoukje Lucie van't Spijker, in arte Maggie MacNeal), dal quale fu pubblicato nel 1971 su etichetta Decca Records.
L'album, prodotto da Hans van Hemert (autore anche di molti dei brani), contiene in tutto 12 canzoni, tutte in lingua inglese. Tra queste, figurano il singolo Hey You, Love  e la cover di un brano di John Lennon, intitolato Isolation.

Gli arrangiamenti sono a cura di Harry van Hoof, autore anche di alcuni dei brani (assieme allo stesso Hans van Hemert).

## Tracce

### Lato A
1. A.B.C.   (Andreas Dries Holten - Hans van Hemert) 4:32
2. I Almost Lost My Mind   (Ivory Joe Hunter) 3:00
3. I Heard It Through The Grapevine  (Barrett Strong - Norman Whitfield) 3:15
4. Hey, You Love  (H. van Hemert - Harry van Hoof) 3:35
5. Remember (Walking In The Sand)  (G. Morton) 2:25
6. Rosianna  (Terry Cashman -  T.P. West - Eugene Pistilli) 2:50

### Lato B
1. Why Did You, Why?   (Hans van Hemert) 2:55
2. How Do You Do?   (Hans van Hemert - Harry van Hoof) 4:04
3. Land of Milk And Honey   (A. Holten - H. van Hemert) 3:22
4. Tell Me World   (H. van Hemert - H. van Hoof) 3:09
5. It Happened Long Ago   (Leo Bennink - Rudy Bennett) 3:46
6. Isolation  (John Lennon) 3:36